# Tjipsjira
Tjipsjira (georgiska: ჩიპშირა) är ett berg i Georgien. Det ligger i regionen Abchazien, i den nordvästra delen av landet. Toppen på Tjipsjira är 2 395 meter över havet.